# Acetobacter
Acetobacter é um género de bactérias do ácido acético caracterizado pela sua habilidade em converter álcool(etanol) em ácido acético na presença de ar. Espécies deste género e também outras bactérias são capazes de formar ácido acético sob várias condições; mas todas as Acetobacter são reconhecidas por esta habilidade característica.
Acetobacter é de particular importância comercial:
- São usadas na produção de vinagre (intencionalmente convertendo o etanol do vinho em ácido acético)
- Podem destruir o vinho, ao infectá-lo, devido à produção de quantidade excessivas de ácido acético o acetato de etila, tornando-o impalatável.

O crescimento de Acetobacter no vinho pode ser evitado mediante uma efectiva desinfecção, armazenando o vinho com exclusão completa de ar, ou depositando uma quantidade moderada de dióxido de enxofre no vinho.
Acetobacter pode ser identificado em laboratório através do crescimento de colónias num meio contendo 7% de etanol e suficiente carbonato de cálcio para tornar o meio parcialmente opaco. Quando as colónias de Acetobacter formam suficiente ácido acético a partir do etanol, o carbonato de cálcio (CaCO3) em volta das colónias, dissolve-se, formando uma zona clara de tamanho apreciável.